# نیکلاس سانتزف
نیکلاس بی سانتزف (به انگلیسی: Nicholas B. Suntzeff) ۲۲ نوامبر ۱۹۵۲ ‏(۷۲ سال) یک استاد دانشگاه آمریکایی است و دارنده کرسی اخترشناسی میچل/هیپ/مانرلین در دانشکده فیزیک و اخترشناسی دانشگاه تگزاس ای اند ام است که در آنجا مدیر برنامه اخترشناسی است. او یک اخترشناس رصدی است که در زمینه‌های کیهان‌شناسی، ابرنواخترها، جمعیت‌های ستاره‌ای و وسایل اخترشناسی تخصص دارد. او به همراه برایان اشمیت، تیم پژوهش ابرنواختر های-زد را پایه‌گذاری کرد که افتخار کسب جایزه نوبل فیزیک در سال ۲۰۱۱ توسط برایان اشمیت و آدم ریس را دارد